# Duberto Aráoz
Duberto Aráoz, parfois orthographié Duberty Aráoz (né le 21 décembre 1920 en Bolivie et mort à une date inconnue) fut un joueur de football bolivien, qui évoluait au poste de milieu de terrain.

## Biographie
Il a durant sa carrière joué de 1946 à 1951 dans le club bolivien du Litoral La Paz.
Duberto Aráoz était également un international bolivien et à la Copa América 1947, ainsi qu'au mondial 1950 au Brésil, où son pays est écrasé 8-0 au 1er tour par le futur champion du monde uruguayen. 